# 殉道者墓窟

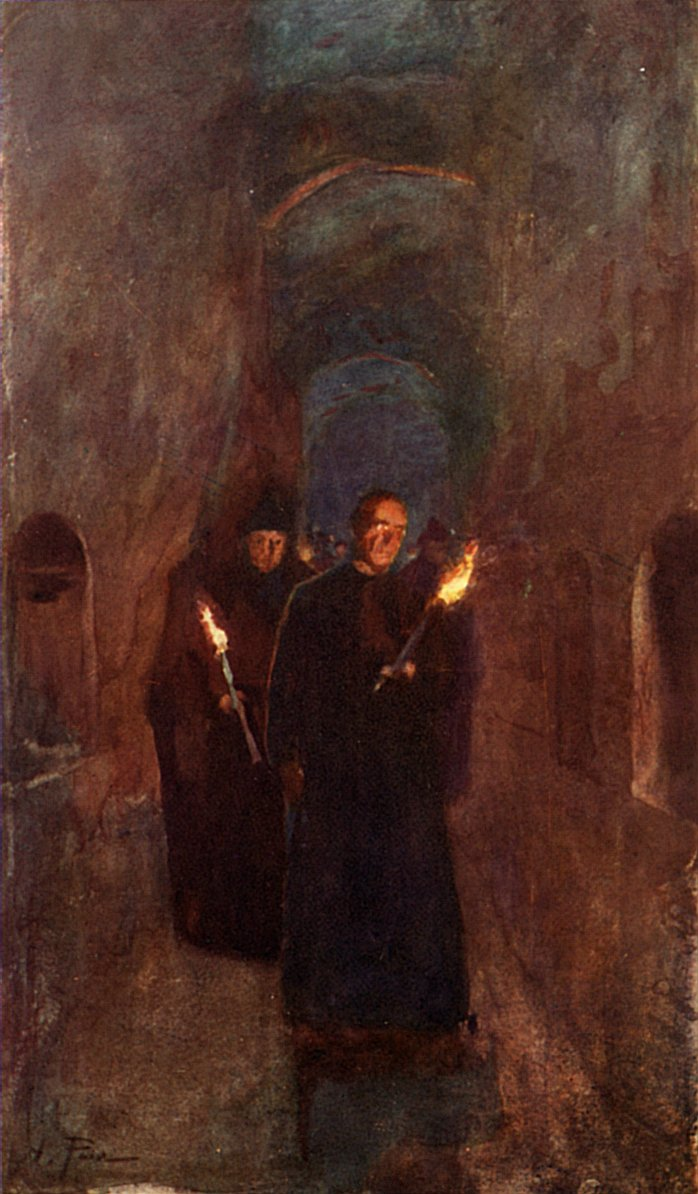
殉道者墓窟

殉道者墓窟（義大利語：Catacombe di Roma）是意大利罗马市或附近地下的古代墓穴，其中至少有四十处直到最近数十年才被发现。虽然其中多数是基督徒墓葬，但是也有异教徒和犹太教徒的墓葬，单独或混合埋葬。它们开始于2世纪，以应对土地拥挤和短缺，和迫害的基督徒秘密埋葬的需要。罗马地下柔软的火山岩非常适合开挖隧道，因为它在第一次暴露在空气中是软的，随后就变硬。墓道长达數公里，並且多达4层。
天主教墓窟对于早期基督教艺术的艺术史极位重要，因为它们包含公元400年以来的大量壁画和雕塑。犹太人墓穴对于研究这一时期的犹太艺术也同样重要。 
目前这些墓穴由教宗所有，鲍思高慈幼会负责管理罗马郊区St. Callixtus的墓窟。